# Sofia Kappel
Anna Sofia Gunvor Kappel, född 27 april 1998 i Färingsö församling, Stockholms län, är en svensk skådespelare. Hon har bland annat gjort rollen som Linnéa i Ninja Thybergs långfilm Pleasure, vilket gav henne Guldbaggen för bästa kvinnliga huvudroll på Guldbaggegalan 2022.

## Biografi
Kappel växte upp i Stockholm. Hennes far Krister Kappel är präst. Hon arbetar även (2022) som HR-chef på ett finansbolag men siktar på en vidare karriär som filmskådespelare.

### Pleasure
Som barn hade Kappel en förmåga att gå djupt in i olika roller i sina lekar, men hon hade före Pleasure aldrig deltagit i någon film- eller TV-produktion. Hon lockades till att söka till rollen som Linnéa, efter att som del av en pågående KBT-behandling ha blivit rekommenderad att utmana sig själv och utsätta sig för något obekvämt. Under ett antal månader runt inspelningen identifierade hon sig fullständigt med Bella Cherry, mer än som Sofia Kappel.
Rollen som Linnéa innebar att Kappel fick visa sig mer eller mindre avklädd och delta i spelade men explicita sexscener mot en mängd etablerade pornografiska skådespelare, bland annat Small Hands, Evelyn Claire, John Strong och Lance Hart. Hon har tidigare inte gått någon skådespelarutbildning. Det långa förarbetet och den långa inspelningstiden fungerade dock som en liten utbildning i sig.
På Guldbaggegalan i januari 2022 belönades Kappel med priset för bästa kvinnliga huvudroll, ett pris som på senare år ofta tilldelats filmdebutanter. Pleasure fick även två andra guldbaggar, efter totalt sju guldbaggenomineringar. I sitt tacktal berättade Kappel hur filmen förändrat och stärkt henne som människa, och lockat henne till en fortsatt filmkarriär. Sin roll i Pleasure lyfter hon fram som viktig för att visa på förhållanden i en bransch vars produkter konsumeras och påverkar och därför behöver talas om mer öppet. Hon ser den pornografiska branschen och dess arbetsvillkor som en spegling av dagens samhälle.

### Fortsatt karriär
Efter inspelningen av Pleasure har Kappel medverkat i flera andra filmproduktioner. 2019 medverkade hon i När livet vänder, en reklamfilm producerad av reklambyrån King för Cancerfondens Rosa Bandet-kampanj. Filmen, där syskonrelationer spelar stor roll, belönades senare med reklambranschens Guldägg för bästa längre film.
Enligt en intervju med SVT morgonen efter Guldbaggegalan kommer hon att synas i en långfilm (med samma producenter som låg bakom Pleasure) och en TV-serie senare under 2022. Hösten 2021 avslöjade hon att det rör sig om filmen Stammisar, regisserad av långfilmsdebutanten Måns Nyman, samt TV-serien Dumpad efter en idé av Therese Lindgren. I den sistnämnda serien medverkar Kappel, i rollen som "Sophi", i tre av totalt sex avsnitt.
Hösten 2022 hade skräckfilmen Feed premiär, i regi av Johannes Persson och producerad av Joakim Lundell. Sofia Kappel och Molly Nutley figurerar i de två viktigaste rollerna. På filmens premiärdag, 28 oktober, var Kappel gäst i Bianca Ingrossos pratshow Bianca.
Under 2024 sändes dramakomediserien Happy jävla Pride. I TV-serien, producerad för TV4 och placerad i en modern svensk HBTQ-kultur, är Kappel en av tre huvudpersoner.

## Filmografi
- 2021 – Pleasure
- 2022 – Stammisar
- 2022 – Dumpad
- 2022 – Feed
- 2024 – Happy jävla Pride